# Сант'Антонио (Пистоја)
Сант'Антонио је насеље у Италији у округу Пистоја, региону Тоскана.
Према процени из 2011. у насељу је живело 263 становника. Насеље се налази на надморској висини од 40 м.